# Aphis asclepiadis
Aphis asclepiadis är en insektsart som beskrevs av Fitch 1851. Aphis asclepiadis ingår i släktet Aphis och familjen långrörsbladlöss. Inga underarter finns listade i Catalogue of Life.